# Pycnothelidae
Pycnothelidae Chamberlin, 1917 è una famiglia di ragni migalomorfi appartenente all'ordine Araneae.

## Caratteristiche
I ragni di questa famiglia costruiscono cunicoli sotterranei con un'apertura superiore dalla quale fuoriescono per catturare le prede.

## Distribuzione
I 6 generi sono stati rinvenuti in America meridionale, Australia, Nuova Zelanda, Sudafrica e Namibia.

## Tassonomia
I generi appartenenti a questa famiglia vennero degradati a sottofamiglia delle Nemesiidae a seguito di un lavoro dell'aracnologo Raven (1985a) con il nome di Pycnothelinae.
Di recente, a seguito del corposo lavoro dell'aracnologa Opatova et al., del 2020, sono stati costituiti in famiglia a sé con la denominazione di Pycnothelidae.
Attualmente, a dicembre 2020, si compone di 6 generi e 81 specie:
- Acanthogonatus Karsch, 1880 — Cile, Argentina, Brasile, Perù, Uruguay
- Bayana Pérez-Miles, Costa & Montes de Oca, 2014 — Brasile, Uruguay
- Pionothele Purcell, 1902 — Sudafrica, Namibia
- Pycnothele Chamberlin, 1917 — Brasile, Uruguay, Argentina
- Stanwellia Rainbow & Pulleine, 1918 — Australia, Nuova Zelanda
- Stenoterommata Holmberg, 1881 — Brasile, Argentina, Uruguay